# بحيرة بيبوس
بحيرة بيبوس (Peipus)، ((بالإستونية: Peipsi järv, Pihkva järv)‏، (بالروسية: Чудско-Псковское озеро)‏ (تشوديسكو سكوفيسكو أوزيرو (Chudsko-Pskovskoe ozero))، (بالألمانية: Peipussee)‏) هي أكبر بحيرة تمتد بين الحدود في أوروبا على الحدود بين إستونيا (جزء من الاتحاد الأوروبي) وروسيا.
وتعد هذه البحيرة هي خامس أكبر بحيرة في أوروبا بعد بحيرة لادوجا وبحيرة أونيجا (Onega) في روسيا إلى الشمال من سانت بطرسبرغ وبحيرة فانيرن في السويد وبحيرة سايما في فنلندا.
تعد بحيرة بيبوس هي ما تبقى من كيان كبير من المياه تواجد في هذه المنطقة خلال العصر الجليدي. وهي تغطي مساحة 3555 كم2، ومتوسط عمقها 7.1 م، حيث إن أعمق نقطة بها على عمق 15 م. وتحتوي البحيرة على العديد من الجزر وتتكون من 3 أجزاء:
- بحيرة بيبسي (Peipsi) / تشاديسكو (Chudskoe) ((بالإستونية: Peipsi järv)‏, (بالروسية: Чудское озеро)‏) هي الجزء الشمالي من البحيرة مساحتها 2611 كم2 (73%).
- بحيرة بيهكفا (Pihkva) / سوكوفسكو (Pskovskoe) ((بالإستونية: Pihkva järv)‏، (بالروسية: Псковское озеро)‏) هي الجزء الجنوبي من البحيرة (بمساحة 708 كم2 أو 20%).
- بحيرة لاميجارف (Lämmijärv) / تيبلو (Teploe) ((بالإستونية: Lämmijärv)‏, (بالروسية: Тёплое озеро)‏) هي الرابط الذي يربط كلا الجزأين من البحيرة (بمساحة 236 كم2 أو 7%).

وتستخدم البحيرة من أجل الصيد والترفيه، إلا أنها عانت من بعض التدهور بسبب الزراعة في فترة السوفيت. ويصب حوالي 30 نهرًا وجدولاً في بحيرة بيبوس. وأكبر الأنهار هي إيماجوجي (Emajõgi) ونهر فيليكايا. يتم تصريف البحيرة من خلال نهر نارفا.
وفي عام 1242، كانت البحيرة موقعًا لمعركة على الجليد (بالإستونية: Jäälahing)‏ بين الفرسان التيوتونية والنوفغوروديين تحت حكم ألكساندر نيفسكي (Alexander Nevsky).

## التكوين
تعد البحيرة هي ما تبقى من كيان كبير من المياه تواجد في هذه المنطقة خلال العصر الجليدي.[بحاجة لمصدر] خلال فترة حقب الحياة القديمة، من حوالي 300 إلى 400 مليون عام مضت، كانت منطقة خليج فنلندا المعاصر كاملةً مغطاة بالبحر. وقد نجمت التضاريس الحالية بها عن أنشطة جليدية، آخرها تجلد وايشسيليان (Weichselian)، والذي انتهى منذ حوالي 12 ألف عام مضت.

## الطوبوغرافيا والهيدروغرافيا
تتسم ضفاف بحيرة بيبوس بأنها ممهدة وتشكل خليجًا واحدًا كبيرًا، وهو خليج راسكوبيلسكي (Raskopelsky). وغالبًا ما تتكون الشواطئ المنخفضة للبحيرة من الخث (نسيج نباتي للوقود) وتحدها الأراضي المنخفضة الشاسعة وسبخات تغمرها في الربيع منطقة فيضان تصل مساحتها إلى 1000 كم2. الضفة الغربية من بحيرة بيبوس مرتفعة وشديدة الانحدار، والضفة الغربية من بحيرة بيبوس منخفضة وسبخية، أما الضفة الشرقية فهي أكثر ضخامة. وهناك كثبان رملية وتلال، مغطاة بغابات الصنوبر. وعلى حافة الشواطئ الرملية، هناك مساحة ممتدة من 200 إلى 300 م من المياه الضحلة.
|               | توازن المياه          | المقدار            |
| ------------- | --------------------- | ------------------ |
| التدفق الوارد | الترسيب               | 560 مم (1.9 كم3)   |
| التدفق الوارد | السطح والمياه الجوفية | 3150 مم (11.2 كم3) |
| التدفق الصادر | تدفق المياه           | 3390 مم (12 كم3)   |
| التدفق الصادر | التبخير               | 320 مم (1.1 كم3)   |

وتضاريس القاع تتسم بالاتساق والاستواء، حيث ترتفع بشكل تدريجي بالقرب من الشواطئ وهي مغطاة بالطمي، وفي بعض الأماكن بالرمال. والنقطة الأعمق التي تصل إلى 15.3 م موجودة في بحيرة تيبلو (Teploe)، على بعد 300 متر من الساحل.
البحيرة تتدفق بشكل جيد، حيث يساوي التدفق الوارد للمياه حوالي نصف إجمالي مقدار المياه.
ومياه البحيرة تتسم بأنها عذبة، حيث إن الشفافية منخفضة ومقدارها 2.5 م بسبب العوالق والرواسب المعلقة الناجمة عن تدفق النهر. تتسم تدفقات المياه بالضعف (5-9 سم/ثانية)، وهي تنجم عن الرياح وتتوقف عندما تتوقف الرياح. ومع ذلك، أثناء فيضان الربيع، يكون هناك تدفق سطحي ثابت من الجنوب إلى الشمال.
وبسبب العمق الضحل، تدفأ مياه البحيرة وتبرد بسرعة. وتصل درجة حرارة المياه إلى 25 إلى 26 درجة مئوية في يوليو، وتتجمد البحيرة في أواخر نوفمبر، وفي أوائل ديسمبر، وتذوب في أواخر أبريل، وبدايات مايو، حيث تذوب بحيرة تيبلو وبحيرة بيهكفا، ثم تذوب بحيرة بيبوس.

خريطة حمامات نارفا وبحيرة بيبسي

|         |              |      |                  |
| كالاستي | ميناء موستفي | رانا | الشاطئ في موستفي |

## الحوض والجزر
يصب حوالي 30 نهرًا في البحيرة. وأكبر هذه الأنهار هي فيليكايا وإيماجوجي، بينما تشتمل الأنهار الأصغر حجمًا على زادوبكا (Zadubka)، وتشيرما (Cherma) وجدوفكا (Gdovka) وكونا (Kuna) وتوروهوفكا (Torohovka) وريمدا (Remda) وروفيا (Rovya) وتشيرنايا (Chernaya) وليبينكا (Lipenka) وستارتيسيفا (Startseva) وبوروفكا (Borovka) وأبيجا (Abija) وأوبديه (Obdeh) وبيوسا، وفوهاندو، وكودزا (Kodza) وكارجايا (Kargaya) وأوميدو (Omedu) وتاجايوجي (Tagajõgi) وآلاجوجي (Alajõgi). يتم تصريف البحيرة من خلال نهر واحد فقط، وهو نهر نارفا في بحر البلطيق.
تضم البحيرة 29 جزيرة إجمالي مساحتها 25.8 كم2، مع وجود 40 جزيرة إضافية في دلتا نهر فيليكايا. والجزر عبارة عن أراضٍ رطبة منخفضة، ترتفع عن سطح البحيرة بمتوسط 1-2 متر فقط (بحد أقصى 4.5 م)، وبالتالي فإنها تعاني من الفيضانات. وأكبر الجزر هي بيريسار (مساحتها 7.39 كم2، وهي موجودة في الجزء الجنوبي من بحيرة بيبوس)، وكولبينو (مساحتها 11 كم2، في بحيرة بيهكفا) وجزيرة كامينكا (Kamenka) (مساحتها 6 كم2). وفي قلب بحيرة بيهكفا، هناك مجموعة جزر تالابسكي (Talabski) (بيلوفا (Belova) وزاليتا (Zalita) وتالافينيتس (Talavenets)).

## الحياة النباتية والحياة الحيوانية
تضم البحيرة 54 نوعًا من النباتات المائية الساحلية، بما في ذلك قصب السكر، القصب الهندي، والبردي، وفرش العشب، والبردي الصغير ‏ والجزر الأبيض المائي. وتندر النباتات الطافية، وهي تتكون من ثلاثة أنواع فقط: رأس السهم ونينوفر أصفر وعشب العقدة المائي ‏. وتعد الأراضي الرطبة في الشريط الساحلي للبحيرة مناطق هامة للراحة والتغذية للبجع والأوز والبط الذي يهاجر بين البحر الأبيض وبحر البلطيق. وتعد البحيرة موطنًا الفرخ الأوروبي، وسمك الكراكي - الفرخ، وأبراميس، والروش، وكورجون، والهف وأنواع أخرى من السمك.

## البيئة
الحالة البيئية لحوض البحيرة، بشكل عام، مرضية، والمياه في الغالب من الدرجتين الأولى والثانية (نظيفة)، وهي من الدرجة الثالثة في بعض الأنهار بسبب المحتويات المرتفعة من الفسفور. وقد تحسنت حالة المياه في الأنهار منذ عام 2001 - 2007، إلا أنه حدثت زيادة في تعداد الطحالب الخضراء والمزرقة. والمشكلة الرئيسية في بحيرة بيبوس هي التخثث.
|                    |                |       |                     |
| سمك الفرخ الأوروبي | أبراميس الشبوط | الروش | سمك الكراكي - الفرخ |

## الاقتصاد
تتسم المدن المقامة على الضفاف بصغر حجمها النسبي، وهي تشتمل على موستفي (تعداد السكان بها 1610 نسمة) وكالاستي (تعداد السكان بها 1260 نسمة) وجدوف (Gdov) (تعداد السكان بها 4400 نسمة). أما أكبر المدن، وهي مدينة بسكوف (Pskov) (تعداد السكان بها 202,000 نسمة)، فتقع على نهر فيليكايا، على بعد 10 كم من البحيرة. ويعد تنقل السفن متطورًا للغاية ويخدم المصايد ونقل السلع والركاب ورحلات السياح. وتعد الشواطئ الرائعة للبحيرة وجهة شهيرة للسياحة والترفيه من خلال العديد من المعسكرات والمصحات السياحية.

## معلومات تاريخية
في عام 1242، وقعت في الجزء الجنوبي من بحيرة بيبوس معركة تاريخية كبيرة هُزم فيها الفرسان التيوتونية على يد القوات الروسية من نوفغورود تحت قيادة الكسندر نيفسكي. وهذه المعركة مميزة لأن جزءًا كبيرًا منها قد وقع على السطح المجمد للبحيرة، ولهذا السبب أطلق عليها اسم معركة على الجليد.
وتعد أكبر مدينة على البحيرة، وهي بسكوف، واحدة كذلك من أقدم المدن في روسيا، حيث إنها معروفة منذ ما لا يقل عن 903 بعد الميلاد من سجل في الوقائع الأولية للرمز الرومانسي. وقد تبقت العديد من المباني التاريخية في المدينة، بما في ذلك دير ميروزيسكي (Mirozhsky) (1156)، وهو يحتوي على جداريات شهيرة من القرون الرابع عشر إلى السابع عشر)، وبيسكوف كريملين (Pskov Kremlin) (بين القرنين الرابع عشر والسابع عشر) مع كاتدرائية الثالوث خماسية القبب (1682–1699)، وكنائس إيفانوفو (Ivanovo) (حتى 1243)، ودير سنيتوجورسكي (في القرن الثالث عشر)، وكنيسة باسيل (Basil)، وكنيسة كوزماس وداميان (Church of Cosmas and Damian) (1462)، وكنيسة سانت جورج (1494) وغير ذلك.
وقد تم تأسيس جدوف في عام 1431 كحصن، ثم أصبحت مدينة في عام 1780، وتعد البقايا الوحيدة لجدوف كريملين هي ثلاثة جدر من الحصن. تم تأسيس كالاستي في القرن الثامن عشر من خلال المؤمنين القدماء الذين هربوا من منطقة نوفغورود، ومازالت هناك كنيسة الطقوس القديمة الأرثوذكسية الروسية في المدينة. وبجوار كالاستي، توجد واحدة من أكبر أسطح الحجارة الرملية الديفونية حيث يبلغ طوله 930 مل والحد الأقصى لارتفاعه 8 م، بالإضافة إلى العديد من الكهوف وواحدة من أكبر المستعمرات الأستونية لطائر السنونو.
|               |               |
| دير ميروزيسكي | بسكوف كريملين |